# Maison de Sava Jeremić à Poslon
La maison de Sava Jeremić à Poslon (en serbe cyrillique : Кућа Саве Јеремића у Послону ; en serbe latin : Kuća Save Jeremića u Poslonu) se trouve à Poslon, dans la municipalité de Ražanj et dans le district de Nišava, en Serbie. Elle est inscrite sur la liste des monuments culturels protégés de la République de Serbie (identifiant no SK 1921),,.

## Présentation
La maison, située 17a rue Save Jeremića, a été construite en 1930,.
De plan rectangulaire, elle est construite selon la technique des colombages et est enduite de plâtre, avec de hautes fondations en pierre dont une partie au-dessus d'un sous-sol,. Les fenêtres et les portes sont disposées symétriquement sur la façade et sont richement profilées,. Elle est caractéristique des maisons de village de la première moitié du XXe siècle dans les régions du Pomoravlje et de la Šumadija (Choumadie) en témoignant de l'influence des maisons de ville sur la construction des maisons rurales de cette époque,.
En plus de sa valeur architecturale, elle revêt aussi une signification mémorielle car elle appartenait au flûtiste Sava Jeremić (1904-1989), né à Poslon, un artiste internationalement reconnu,.